# Gonatocerus koziavka
Gonatocerus koziavka  (лат.) — вид хальциноидных наездников из семейства Mymaridae. Видовое название происходит от слова «козявка», русского народного обозначения для мелких насекомых.

## Распространение
Средняя Азия: Киргизия.

## Описание
Мелкие хальциноидные наездники.
Длина тела: 0,96—1,19 мм (самки). Голова и грудка в основном тёмно-коричневые,  брюшко жёлтое. Брюшко длиннее мезосомы. Петиоль короткий, трапециевидный. Булава усиков в 3,6 раз длиннее своей ширины, а жгутик в 2,4 раза длиннее булавы. 5-й  членик жгутика (F5) с одним сенсиллумом (mps). Длина мезосомы голотипа 0,44 мм, длина петиоля 0,03 мм, брюшко 0,6 мм, яйцеклад  0,47 мм, переднее крыло 1,3 мм. Усики 12-члениковые у самок и 13-члениковые у самцов. Лапки состоят из 5 сегментов. Крылья с полностью редуцированным жилкованием.
Предположительно, как и близкие виды, паразитируют на яйцах цикадок  (Cicadellidae).